# Fehér liliom
A fehér liliom (Lilium candidum) az egyszikűek (Liliopsida) osztályának liliomvirágúak (Liliales) rendjébe, ezen belül a liliomfélék (Liliaceae) családjába tartozó dísznövény.

## Származása, élőhelye
Elő-Ázsiából származik, de eredeti élőhelyén már nem található. Már az ókorban dísznövényként termesztették, de mindmáig könnyen kivadul.

## Tulajdonságai
7–10 centiméter átmérőjű hagymája laza szerkezetű. Örökzöld, 10–25 centiméter hosszú levelei rozettában állnak. Harang alakú, illatos, fehér, csüngő vagy fölálló virágai június-júliusban fejlődnek a virágszáron, ami akár másfél méter magasra is megnőhet. Egy száron mintegy 5–20 virágot hoz.

## Fontosabb alfajai

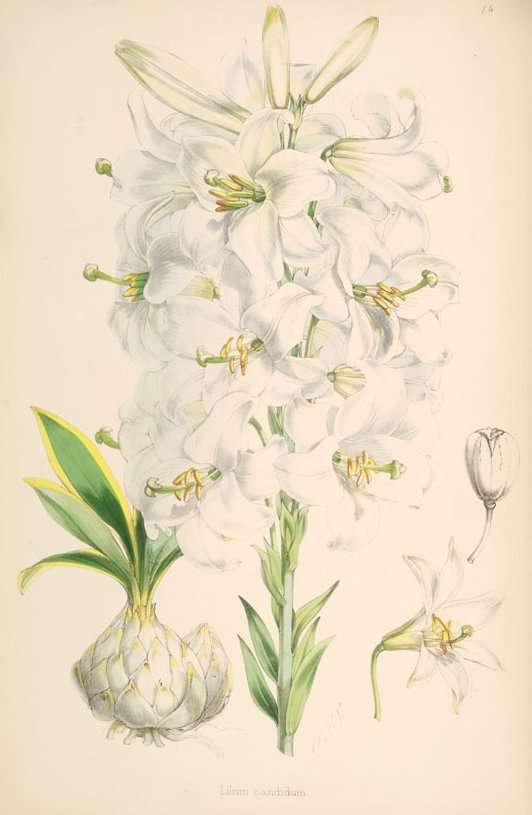
A növény részei

- L. candidum subsp. candidum
- L. candidum subsp. salonikae

## Felhasználása
Számos változatát az ókortól dísznövényként termesztik.
Hagymáját keleten mindmáig fogyasztják.
A rómaiak a növény leveléből és virágából kinyert olajjal égési sérüléseket, kígyómarást gyógyítottak. Gyógynövényként egészen a 17. századig használták. Olajával könnyítették a vajúdást, gyógyították a leprát, összezúzott hagymáját gyulladáscsökkentőként használták, és még a váltóláz gyógyszerének is tartották. Virágszirmainak alkoholos kivonatával rovarcsípéseket és sebeket hűsítettek.
Nemcsak a gyógyításban terjedt el, de kozmetikumként is. Összezúzott szirmait mézzel keverve ránctalanítónak tartják. Az ókorban igen drága készítmény volt a liliom tonik, mert úgy vélték, hogy a virág nedvéből nyert kivonat megfiatalítja az arcbőrt. Olaja közismert afrodiziákum; az édeskés, balzsamos illatú parfümök alkotórésze.

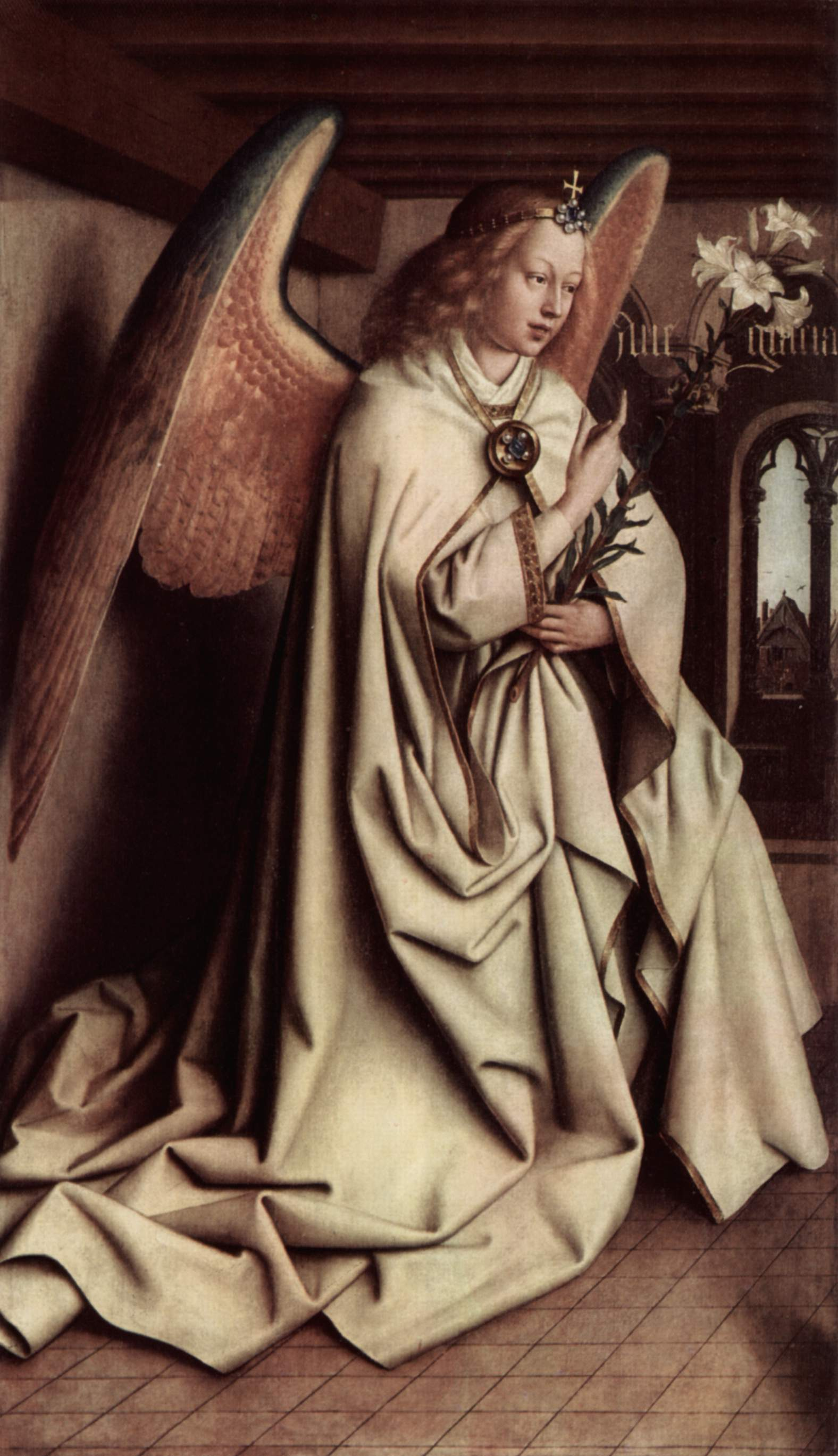
Jan van Eyck: Angyali üdvözlet

## A művészetekben
Már a legrégibb perzsa és szirus dalok dicsőítik, mint a szüzesség és ártatlanság jelképét.
Az ókorban az ártatlanság, a tisztaság szimbólumaként a menyasszonyok koszorúit díszítette. A kereszténység a zsidóktól vette át – ugyancsak mint a tisztaság és ártatlanság jelképét. Az északi germán legendában egy angyal liliomszállal ajándékozta meg I. Chlodvigot, a frankok királyát, amikor áttért a keresztény hitre. A katolicizmusban Szűz Mária jelképe és egyúttal Szent Antal virága lett; a kolostorkertek köztiszteletben álló gyógynövénye.
A keresztény érzelmű francia királyok 1197 táján iktatták családi címerükbe a fehér liliomot, ami idővel a Bourbon-ház fő jelképévé vált. A liliom a heraldikában aránylag gyakrabban előforduló virág. Három levélből áll: a középső felül-alul hegyes, a két oldalsó lehajlik. A három levelet szalag köti át. Azt a liliomot, amelynek az alsó része hiányzik, „cleve”-nek neveztek.

## Képek

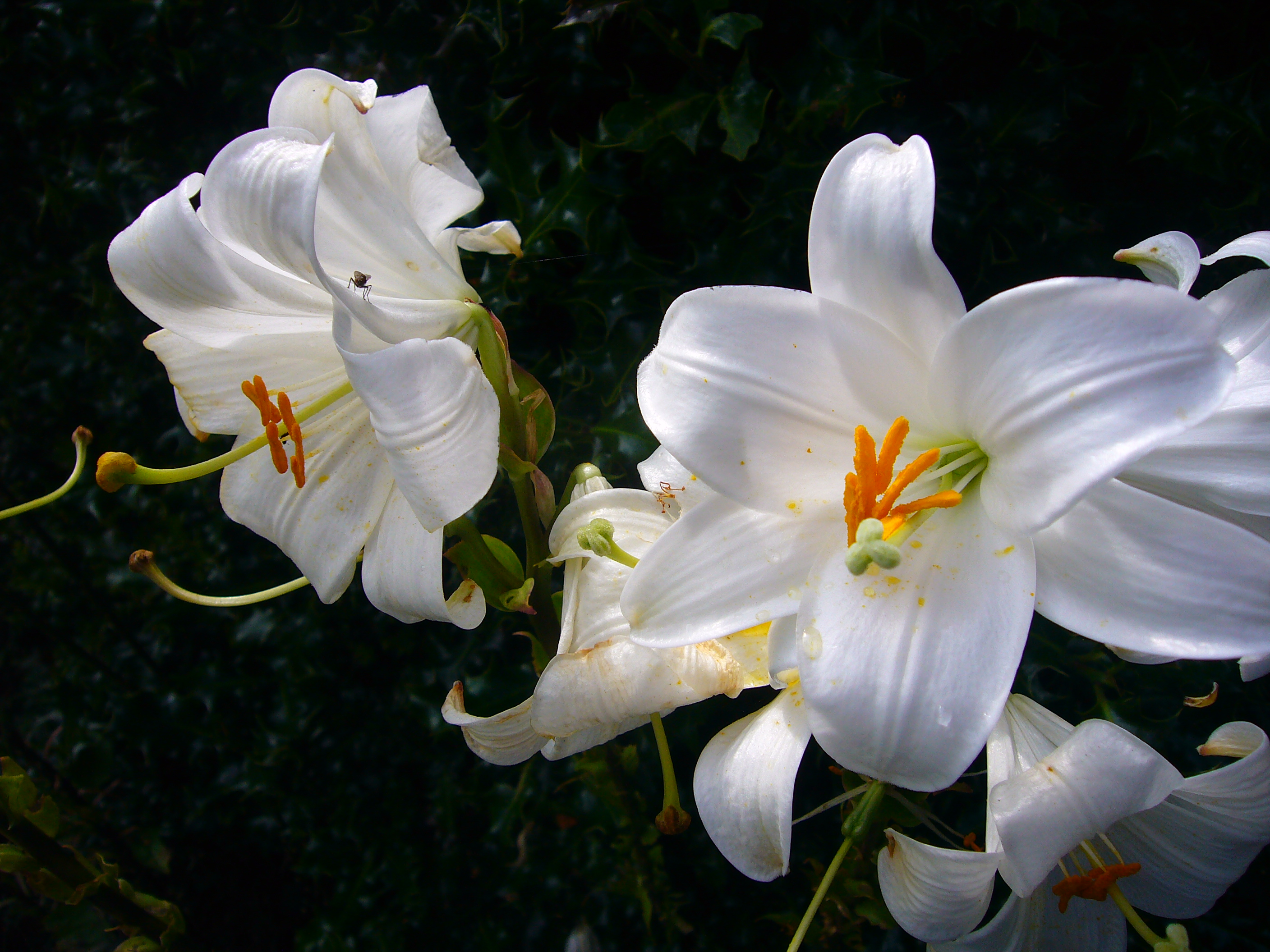
Virágai
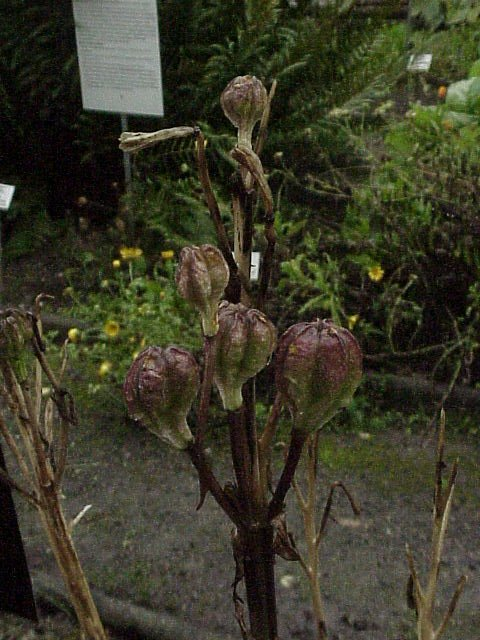
Termése
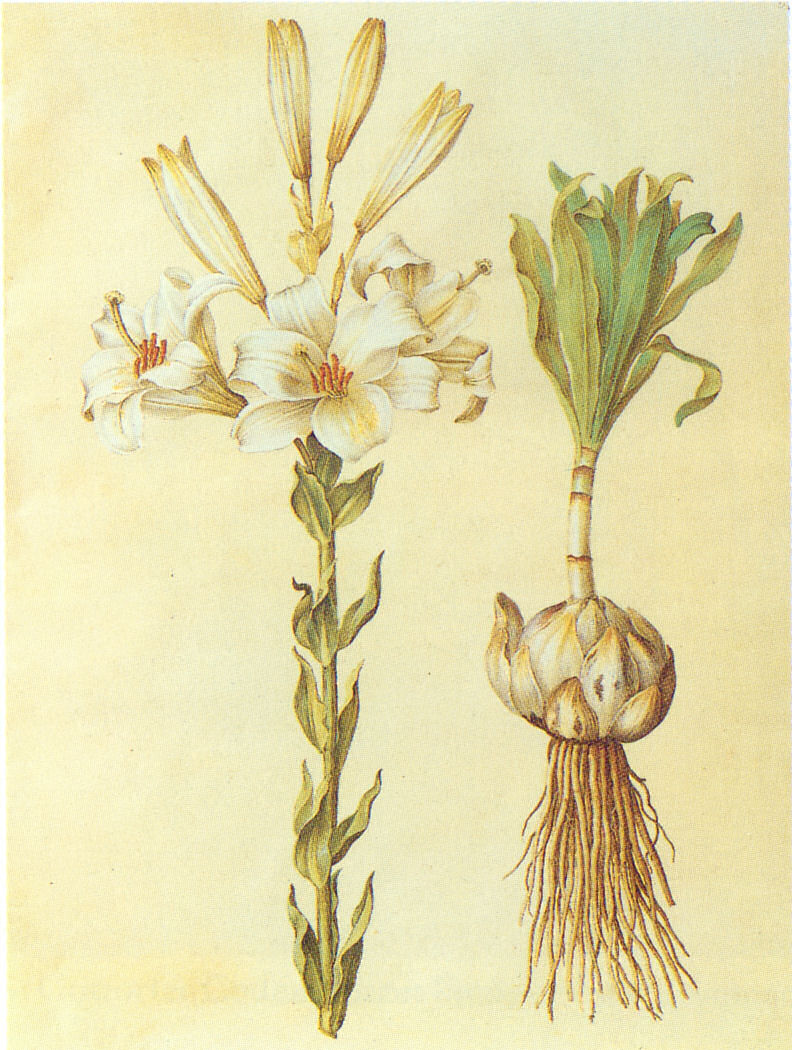
Illusztrációja
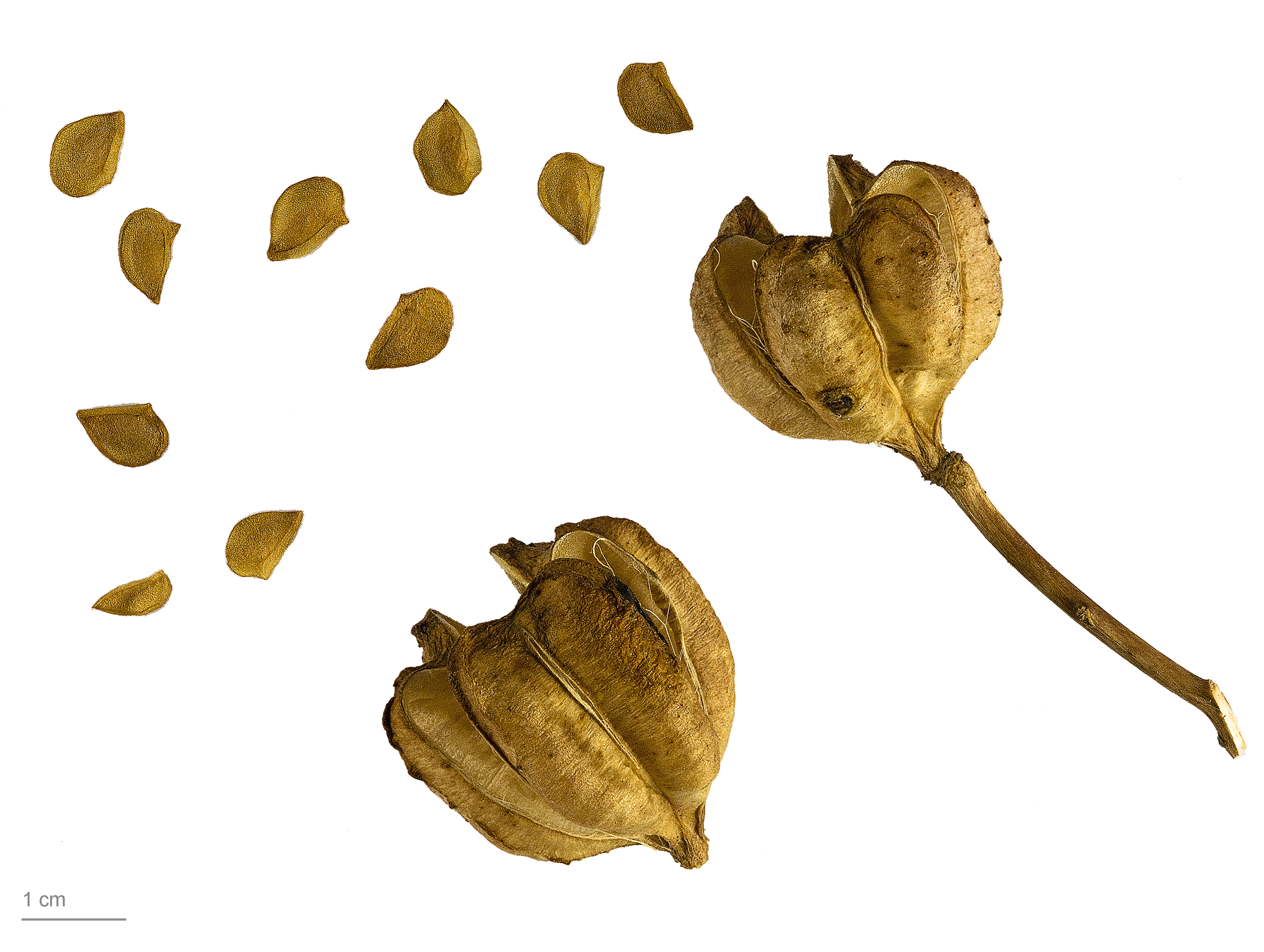
Lilium candidum - Museum specimen